# Isola di S. Ianni e Costa Prospiciente
Isola di S. Ianni e Costa Prospiciente este o arie protejată (arie specială de conservare — SAC, sit de importanță comunitară — SCI) din Italia întinsă pe o suprafață de 418 ha, din care 66 % marine.

## Localizare
Centrul sitului Isola di S. Ianni e Costa Prospiciente este situat la coordonatele 39°58′12″N 15°43′19″E / 39.97°N 15.721944°E.

## Înființare
Situl Isola di S. Ianni e Costa Prospiciente a fost declarat sit de importanță comunitară în septembrie 1995 pentru a proteja 1 specie de plante și 55 de specii de animale. Situl a fost protejat și ca arie specială de conservare în ianuarie 2017.

## Biodiversitate
Situată în ecoregiunea mediteraneană, aria protejată conține 11 habitate naturale: Pseudostepă cu ierburi și specii anuale de Thero-Brachypodietea, Matorral arborescenți cu Juniperus spp., Pante stâncoase calcaroase cu vegetație casmofită, Tufărișuri termo-mediteraneene și de pre-deșert, Recifuri, Peșteri inaccesibile publicului, Faleze cu vegetație de Limonium spp. endemic de pe coastele mediteraneene, Peșteri marine scufundate complet sau parțial, Straturi cu Posidonia (Posidonion oceanicae), Păduri de stejar alb estice, Păduri de Quercus ilex și Quercus rotundifolia.
La baza desemnării sitului se află mai multe specii protejate:
- plante (1): Dianthus rupicola
- păsări (54): uliu păsărar (Accipiter nisus), pescăruș albastru (Alcedo atthis), lăstunul mare (Apus apus), Apus pallidus, ciuf-de-pădure (Asio otus), cucuvea (Athene noctua), șorecarul comun (Buteo buteo), Certhia brachydactyla, erete de stuf (Circus aeruginosus), Cisticola juncidis, porumbel gulerat (Columba palumbus), corb (Corvus corax), pițigoi albastru (Cyanistes caeruleus), lăstun de casă (Delichon urbicum), ciocănitoare pestriță mare (Dendrocopos major), presură de munte (Emberiza cia), presură bărboasă (Emberiza cirlus), șoim călător (Falco peregrinus), vânturel roșu (Falco tinnunculus), cinteză (Fringilla coelebs), gaiță (Garrulus glandarius), rândunică (Hirundo rustica), Hydrocoloeus minutus, Larus argentatus, pescăruș-cu-cap-negru (Larus melanocephalus), pescăruș râzător (Larus ridibundus), câneparul (Linaria cannabina), mierlă albastră (Monticola solitarius), sula bassana (Morus bassanus), muscar sur (Muscicapa striata), ciuf-pitic (Otus scops), pițigoi mare (Parus major), vrabie (Passer domesticus), vrabie de câmp (Passer montanus), viespar (Pernis apivorus), cormoran mare (Phalacrocorax carbo), codroș de munte (Phoenicurus ochruros), pitulice de munte (Phylloscopus collybita), ciocănitoarea verde (Picus viridis), lăstun de mal (Riparia riparia), sitar de pădure (Scolopax rusticola), țiclete (Sitta europaea), scatiu (Spinus spinus), turturică (Streptopelia turtur), silvie cu cap negru (Sylvia atricapilla), silvie mediteraneană (Sylvia melanocephala), Tachymarptis melba, chiră de mare (Thalasseus sandvicensis), pănțărușul (Troglodytes troglodytes), sturzul viilor (Turdus iliacus), mierlă (Turdus merula), sturz-cântător (Turdus philomelos), strigă (Tyto alba), pupăză (Upupa epops)
- reptile (1): șarpele cu patru dungi (Elaphe quatuorlineata)

Pe lângă speciile protejate, pe teritoriul sitului au mai fost identificate 9 specii de plante, 4 specii de mamifere, 5 specii de nevertebrate, 1 specie de pești, 3 specii de reptile.